# Валери Адамс
Валери Касанита Адамс (енгл. Valerie Kasanita Adams; Роторуа, Нови Зеланд, 16. октобар 1984), рођена Вили (енгл. Vili), је атлетичарка са Новог Зеланда која се такмичи у бацању кугле.
На Олимпијским играма 2008. године у Пекингу је постала олимпијска победница, а и четворострука је светска првакиња на отвореном и трострука у дворани. Сребрну медаљу је освојила на Олимпијским играма 2012. у Лондону, али јој је накнадно додељена златна, јер је првобитна победница, Надежда Остапчук из Белорусије била позитивна на допинг тесту.
Од 2006. до 2012. године је проглашавана за најбољу спортисткињу Новог Зеланда, а 2007, 2008. и 2009. године је добила врховну награду за спорт, а одликована је и орденом заслуга Новог Зеланда. Амерички спортски магазин, базиран на атлетици, Track & Field News је Адамсову прогласио за најбољу атлетичарку 2012. и 2013. године.